# Rauhhorn
Le Rauhhorn (ou Rauhorn)  est une montagne culminant à 2 240 ou 2 241 m d'altitude dans les Alpes d'Allgäu, sur la frontière entre l'Allemagne et l'Autriche.

## Géographie
Il se situe au sud-ouest du Gaishorn et au sud du Geiseck ; plus au sud, dans le chaînon, se trouve le Kugelhorn.

## Ascension
Le Rauhhorn est gravi par ses faces nord et sud. La paroi nord-est, dont la première ascension date de 1962, est d'une difficulté cotée 5. Elle fut parcourue six fois et est tombée dans l'oubli depuis 1970.
En hiver, la montagne est fréquentée par les skieurs hors piste. Il existe des sentiers en direction du nord-ouest vers le Willersalpe et de l'est vers le Vilsalpsee.